# Lucas Grabeel
Lucas Stephen Grabeel, född 23 november 1984 i Springfield, Missouri, är en amerikansk skådespelare och sångare. 
Han är kanske mest känd för sin roll som Ryan Evans i High School Musical och uppföljaren High School Musical 2 och High School Musical 3. Han har även medverkat i Halloweentown High och Return to Halloweentown.
Efter att ha tagit studenten vid Kickapoo High School i Springfield, Missouri, flyttade Lucas till Los Angeles för att bli skådespelare. 
Flera månader efter flytten fick han sin första roll i Walt Disney Televisions Halloweentown High. 
Hans stora genombrott kom i High School Musical, där han spelade Ryan Evans och sjöng två duetter med Ashley Tisdale, ”What I’ve Been Looking For” och ”Bop To The Top”.
Lucas Grabeel har gjort gästspel i bl.a. Boston Legal, Smallville, Til Death, och Veronica Mars. 
Han deltog även I de första “Disney Channel Games”.
Lucas gjorde även rollen som Ethan Dalloway i ”Return to Halloweentown”, uppföljaren till ”Halloweentown High”. 
Han har även uppträtt på ”Miss Teen USA” medan deltagarna visade upp sig.

## Filmografi
| År   | Titel                                  | Roll                    | Notering                        |
| ---- | -------------------------------------- | ----------------------- | ------------------------------- |
| 2008 | High School Musical 3                  | Ryan Evans              | Film                            |
| 2008 | Milk                                   | Danny Nicoletta         | Film                            |
| 2008 | Lock and Roll Forever                  | Donnie                  | Film                            |
| 2008 | The Adventures of Food Boy             | Ezra                    | Film                            |
| 2008 | College Road Trip                      | Scooter                 | Film                            |
| 2007 | Alice                                  | Lester McKinley         | Film                            |
| 2007 | High School Musical 2                  | Ryan Evans              | TV Film                         |
| 2007 | Disney Channel Games                   | Sig själv               | Deltagare gröna laget           |
| 2006 | Smallville                             | Unga Lex Luthor         | Gästskådespel                   |
| 2006 | 'Til Death                             | Pete Pratt              | Gästskådespel (1 Avsnitt)       |
| 2006 | Return To Halloweentown                | Ethan Dalloway          | TV Film                         |
| 2006 | High School Musical                    | Ryan Evans              | TV Film                         |
| 2006 | Miss Teen USA                          | Sig själv               |                                 |
| 2006 | Teen Choice Awards                     | Sig själv               | Vann 2006 årsTeen Choice Awards |
| 2006 | Disney Channel Games                   | Sig själv               | Gröna laget                     |
| 2006 | Veronica Mars                          | Kelly Kuzio             | Gästskådespel (2 Avsnitt)       |
| 2005 | Boston Legal avsnitt: "Ass Fat Jungle" | Jason Matheny           | Gästskådespel                   |
| 2005 | Dogg's Halmet, Cahoot's Macbeth        | Charlie/Getrude/Ophelia |                                 |
| 2005 | Halloweentown High                     | Ethan Dalloway          | TV Film                         |

### Uppträdanden som sig själv
1. "Totally Suite New Year's Eve" (2003)
2. "High School Musical Dance Along" (2006)
3. "Miss Teen USA" (2006)
4. "Teen Choice Awards" (2006)(pris för bästa komedi/musikal)
5. "The Disney Channel Games" (2008)
6. "Macy's Thanksgiving Day Parade" (2006)

## Diskografi
1. High School Musical - "What I've Been Looking For", "Bop to the Top", "I Can't Take My Eyes off of You" (2006)
2. The Fox and Hound 2 - "You Know I Will" (2006)
3.Disney Mania 5 - " I can go the distance " (2007)